# Irony (canção de Wonder Girls)
"The Wonder Begins" é o single de estreia do girl group sul-coreano Wonder Girls, produzido por Park Jin-young. Foi lançado em 13 de fevereiro de 2007 pela gravadora JYP Entertainment. O single também é conhecido por "Irony", que é o título da canção com um outro nome a partir de registros. Três faixas, incluindo "Bad Boy", "It's Not Love", e uma versão remix de "Irony" estavam no EP. "It's Not Love" foi reeditado únicamente, dois meses depois, em 27 de Abril no mesmo ano.

## Vídeo musical

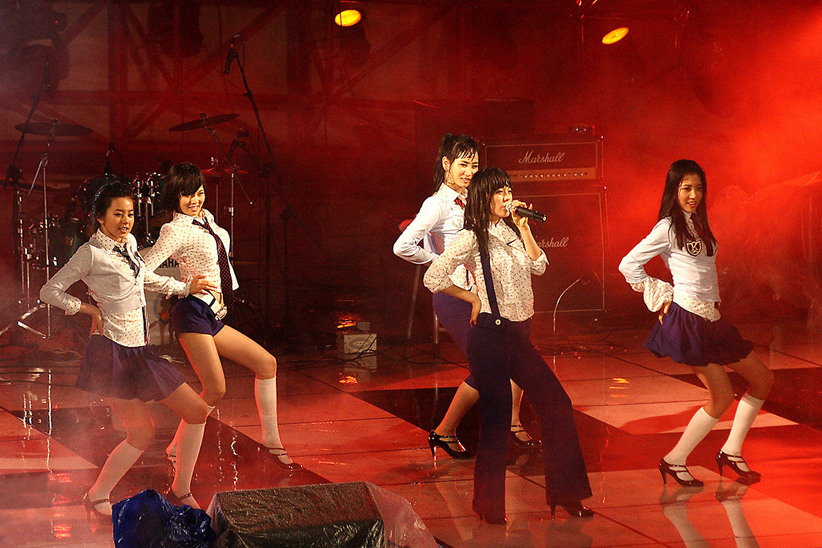
Wonder Girls performando Irony no Show! Music Core em 2007.

Um vídeo da música foi produzido para promover a canção. Wonder Girls mostrou a primeira performance ao vivo de "Irony" no programa Show! Music Core da MBC em 10 de Fevereiro de 2007.

### Sinopse
O vídeo começa mostrando Yeeun deitada no chão com um celular, Hyuna com um cão, Sunmi compondo uma canção e Sohee na cama ouvindo música. Então Sunye, que se mostra triste, entra na casa. As meninas sentam-se em volta dela e Sunye começa a cantar sobre seus problemas com seu namorado que está lhe traindo. Sunmi emseguida, localiza-lo e Hyuna usa um boneco de vodu para envergonhá-lo na frente de sua nova namorada. As meninas mais tarde entram no clube em que ele está com seus amigos e os enfrentam. Sunye dá um forte sopro e ele cai da parede. O vídeo termina por meninas rindo dele e até irem embora.

## Faixas
| Edição padrão |                                     |         |  |
| N.º           | Título                              | Duração |  |
| 1.            | "Irony"                             | 4:04    |  |
| 2.            | "Bad Boy"                           | 3:11    |  |
| 3.            | "It's Not Love"                     | 4:00    |  |
| 4.            | "Irony (Tae Kwon - Daybreak Remix)" | 3:57    |  |

## Desempenho nas paradas
As posições nas paradas são baseados em dados do MIAK: Music Industry Association of Korea. Ao contrário das pardas como Oricon e Billboard, os gráficos são liberados mensalmente, não semanalmente.
| Lançamento              | Posição | Vendas               |
| ----------------------- | ------- | -------------------- |
| 13 de Fevereiro de 2007 | 72      | 25,500 Coreia do Sul |